# Манастир Ставроникита
Манастир Ставроникита (грч. Μονη Σταυρονικητα) - један од светогорских манастира. Заузима 15-то место у хијерархији светогорских манастира. Смештен је у источном делу Атонског полуострва. Основан је у X веку.
Име манастира према традицији потиче од пустињака Никите, који је некада живео на месту где је манастир смештен, и тамо производио крстове (отуда Ставроникита - „Никитин крст"). Првобитни манастир је посвећен Јовану Крститељу, али је потпуно уништен у доба крсташких похода. Садашњи Манастир је подигао патријарх цариградски Јеремија.
Саборни храм посвећен је Светом Николи.
Манастир је мали, окружен каменим зидом са тврђавом и високом кулом.
Данас у манастиру живи око 30 монаха.
Храм манастирски је саграђен у XVI веку, и украшен је фрескама Теофана Критског.
Манастирска ризница чува мноштво светиња, међу којима су:
- мозаичка икона светог Николе, која је пронађена у мору,
- честица животворног крста,
- честице моштију Василија Великог, Светог Јована Златоустог, Григорија Богослова, архиђакона Стефана, 40 мученика Севастијских, Теодора Стратилата, Амвросија Медиоланског, Јована Крститеља и многих други.

Библиотека манастира садржи 171 рукописа (58 у пергаменту) и 2500 штампаних књига.
Манастир се од 1988. године, заједно са осталих деветнаест светогорских манастира, налази на УНЕСКО-вој листи светске баштине у склопу споменика средњег века обједињених под заштићеном целином Планина Атос.